# HTTrack
HTTrack est un logiciel permettant de copier un site web, aussi appelé « aspirateur de site Web ». C'est un logiciel libre distribué sous la licence GPL. Il fonctionne sous Windows 2000/XP/Vista/Seven/8/8.1/10 (WinHTTrack) avec ou sans installateur (version portable) en 32 et 64 bits, et également pour GNU/Linux, Unix (WebHTTrack) et BSD.
La dernière version stable est la 3.49-2 (20/05/2017).